# Djafar Alkatiri (Diplomat)
Djafar bin Amude Alkatiri (* 1947; † 9. November 2021) war ein osttimoresischer Diplomat und Geschäftsmann.

## Werdegang
Die Familie der Alkatiri sind die Nachkommen von arabischen Einwanderern aus dem Hadramaut im 19. Jahrhundert nach Timor kamen. Der jüngere Bruder von Djafar ist Marí Bin Amude Alkatiri, ehemaliger Premierminister von Osttimor.
Djafar Alkatiri war der erste offizielle osttimoresische Botschafter in Malaysia. Die Ernennung erfolgte am 26. Juli 2002. Im April 2004 reichte er aber seinen Rücktritt ein. Er begründete diesen mit der großen Arbeitsmenge in der Botschaft. Auf einem Treffen mit Präsident Xanana Gusmão wurde der Rücktritt am 14. Juli angenommen.
Djafar Alkatiri gehörte die Tafui Oil Company Ltd., die Kraftstoffe liefert. Die Firma erhielt von der Regierung des Bruders das Monopol als Lieferant der Elektrizitätswerke des Landes, der ihr 1,2 Millionen US-Dollar pro Monat und von der IV. Regierung den Vorwurf der Vetternwirtschaft einbrachte. Wirtschaftsprüfer stellten fest, dass „trotz der Größe dieses Vertrags, der die Hauptquelle für die Kraftstoffversorgung des Landes abdeckt, offenbar keine Leistungsgarantie festgelegt wurde.“